# Lajta Andor
Lajta Andor, született Lehrer Adolf (Bécs, 1891. április 22. – Budapest, Józsefváros, 1962. március 21.) újságíró, filmtörténész.

## Életpályája
Lehrer Vilmos és Stern Anna fia. Perl Ferenc örökbe fogadta. Gimnáziumi tanulmányai végeztével vidéken volt újságíró, 1917-ben a Színházi Élet mozirovatát vezette, dolgozott a Külügy–Hadügy című lapnak is. 1920-ban a Filmszínész, 1928 és 1938 közt a Filmkultúra című szaklap szerkesztője volt. 1923-tól az Agfa gyár magyarországi vezérképviselői tisztét töltötte be. 1920 és 1949 közt összeállította és évente kiadta a Filmművészeti Évkönyvet. A Magyar Állami Filmarchívum 1949-es megalakulásától annak munkatársa volt egészen 1958-as nyugdíjba vonulásáig. Tanulmányt jelentetett meg A tízéves magyar hangosfilm történetéről címen 1942-ben. Legfontosabb, forrásértékű munkája: Az ötvenéves film. A film úttörői (Budapest–Temesvár, 1946). Hagyatékában mintegy húsz kézirat maradt fenn, többek közt: A magyar film története 1941-1956; Budapesti álomgyárak; Chaplin.
Felesége Braun Erzsébet (1895–1984) volt, Braun Móric és Herczog Regina lánya, akivel 1916. szeptember 20-án Budapesten, a Józsefvárosban kötött házasságot.
A Kozma utcai izraelita temetőben helyezték végső nyugalomra (5B-8-15).

## Művei
- A tízéves magyar hangosfilm, 1931-1941; Otthon Ny., Budapest, 1941
- Az ötvenéves film. A film úttörői; Horia Ny., Temesvár 1946